# Sosibia quadrispinosa
Sosibia quadrispinosa är en insektsart som beskrevs av Ludwig Redtenbacher 1908. Sosibia quadrispinosa ingår i släktet Sosibia och familjen Diapheromeridae. Inga underarter finns listade i Catalogue of Life.